# Castell'Alfero
Castell'Alfero é uma comuna italiana da região do Piemonte, província de Asti, com cerca de 2.691 habitantes. Estende-se por uma área de 19 km², tendo uma densidade populacional de 142 hab/km². Faz fronteira com Asti, Calliano, Corsione, Cossombrato, Frinco, Tonco, Villa San Secondo.

## Demografia
| Variação demográfica do município entre 1861 e 2011                               |
|                                                                                   |
| Fonte: Istituto Nazionale di Statistica (ISTAT) - Elaboração gráfica da Wikipedia |